# Woold Homé
Das Woold Homé (deutsch: Haus der Sklaven, englisch: House of Slaves bzw. französisch: Maison des Esclave oder Maison Wood) ist die lokale Bezeichnung für ein im afro-brasilianischen Stil gebautes Ziegelhaus in Agbodrafo, Togo. Das Gebäude war Schauplatz des atlantischen Sklavenhandels und steht daher auf der Tentativliste für das UNESCO-Welterbe.

## Hintergrund und Nutzung
Das Gebäude wurde 1835 von dem lokalen Häuptling Assiakoley für den schottischen Kaufmann und Sklavenhändler John Henry Wood gebaut, ist 21,60 Meter lang und 9,95 Meter breit und hatte eine Doppelfunktion. So diente der nur 1,50 Meter hohe Keller als versteckter Unterbringungsort für die gefangenen Sklaven vor der Verschiffung nach Amerika, während das obere Geschoss den Sklavenhändlern vorgeblich als Wohnung diente.
Hintergrund dieser Doppelfunktion war offenbar, dass die Sklaverei zu diesem Zeitpunkt bereits vor allem von europäischen Mächten offiziell verfolgt wurde, etwa von Großbritannien ab 1807. Daraus ergab sich die Notwendigkeit, die Unterbringung der Sklaven vor dem Abtransport quasi „zu tarnen“.
Offenbar haben tausende von Gefangenen aus den heutigen Ländern Togo, Benin, Ghana, Burkina Faso, Niger und Nigeria diesen Ort durchlaufen. Das Gebäude wurde in seiner Funktion mindestens bis 1852 genutzt.
Weiterhin gingen die Opfer, die im Woold Homé gefangen gehalten wurden, offenbar ebenfalls durch den sog. Gatovoudo (englisch Well of Chained Ones, französisch Puits des Enchainés, deutsch etwa: Quelle der Angeketteten), einen Brunnen, an dem die Sklaven vor ihrer Einschiffung nach Amerika ein Reinigungsbad auf afrikanischem Boden nehmen mussten. Gatovoudo liegt in der Nähe des Woold Homé auf dem Weg von dort zum Atlantischen Ozean.

## Jüngere Geschichte
Offenbar ruft dieser Ort unter den Bewohnern der Umgebung große Angst hervor und so wurde die Geschichte des Woold Homé lange Zeit verschwiegen. Erst 1999 wurde der Schauplatz durch ein Team amerikanischer Wissenschaftler untersucht und so erneut als Ort, der mit der Sklaverei an der westafrikanischen Küste in Verbindung steht, bekannt gemacht.
Das Gebäude wurde 2006 restauriert und ist heute als Ort der Erinnerung Besuchern zugänglich.

## UNESCO-Welterbe
Woold Homé befindet sich seit dem 8. Januar 2002 auf der Tentativliste für das UNESCO-Welterbe.
Sowohl Woold Homé als auch Gatovoudo gelten laut der UNESCO-Welterbe-Homepage als...

« ...est donc un monument esclavagiste par excellence et un témoin de cette tragédie humaine qui se déroula sur les côtes togolaises entre le dernier quart du XVIIème siècle et la fin du XIXème siècle. »

„...Denkmal[e] der Sklaverei schlechthin und Zeugniss[e] dieser menschlichen Tragödie, die zwischen dem letzten Viertel des 17. Jahrhunderts und dem Ende des 19. Jahrhunderts an der togolesischen Küste stattfand.“